# Костинский, Александр Михайлович
Костинский Александр Михайлович (род. 19 января 1946, Киев) — советский и немецкий поэт, прозаик, сценарист, иллюстратор.

## Биография
В 1970—1975 годах учился в Киевском университете по специальности «история».

С 1970 года начал писать и издавать книги, в основном книги для детей. Писал сценарии для мультфильмов — для киностудий: «Киевнаучфильм», «Союзмультфильм», «Мульттелефильм» и других.

С 1992 года живёт и работает в Мюнхене (Германия). Продолжает издавать книги (на немецком), работает также как театральный сценарист, художник-живописец и график, читает рассказы на радио, проводит авторские литературные встречи.
- Персональные выставки: в Берлине, Франкфурте-на-Майне, Мюнхене, Ростоке, Ранисе, Аренсхопе, Брюсселе.
- Литературные и кино-премии: в Лилле, Нью-Йорке, Порту, Хиросиме, Киеве.

## Книги
- «Тигрёнок, который говорил „Р-Р-Р“, и его друзья» (1979)
- «Если бы я был Слоном» (1981)
- «Домашний адрес» (1986)
- «День первого снега» (1989)
- «Дядюшка Свирид, Барбарисские острова и Белый чайник» (1989)
- «Невидимое дерево» (1989)
- «Страна Счастья» (1995)
- «Шляпа лавочника Эфраима» (1998)
- «Моё Еврейское Счастье» (2001)
- «Продавец звёзд» (2003)
- «Всё будет хорошо» (2005)
- «Прекрасная собачья жизнь» (2006)

## Сценарии фильмов
- «Сказка о белой льдинке» (1974)
- «Сказки о машинах» (1975)
- «Так держать!» (1975)
- «Кто в лесу хозяин?» (1977)
- «Сказка об Иване, пане и злыднях» (1977)
- «Контакт» (1978)
- «Кто получит ананас?» (1978)
- «Охота» (1979)
- «Ночь рождения» (1980)
- «И сестра их Лыбидь» (1981)
- «Три Ивана» (1982)
- «Жили-были мысли» (1983)
- «Миколино богатство» (1983)
- «Услуга» (1983)
- «По дороге с облаками» (1984)
- «Подарок для слона» (1984)
- «Клад» (1985)
- «Легенда о Сальери» (1986)
- «Морозики-морозы» (1986)
- «Как казаки инопланетян встречали» (1987)
- «Муму» (1987)
- «Шлёп, шмяк, бряк» (1988)
- «Подружка» (1989)
- «Притча о мыши» (1991)
- «Как сражаться с драконом» (1992)